# Paulijnse Kerk
De Paulijnse Kerk (Duits: Pauliner Kirche; officieel: Universiteitskerk Sint-Paulus) was een protestantse universiteitskerk aan de Augustusplatz in de binnenstad in de Duitse stad Leipzig. Het kerkgebouw werd oorspronkelijk in het jaar 1240 als de kloosterkerk van een Dominicaans klooster gewijd. Na de opheffing van het klooster werden in 1543 alle kloostergebouwen aan de Universiteit van Leipzig overgedragen. De kerk behoorde tot de belangrijkste gebouwen in de culturele geschiedenis van Duitsland en werd in de loop der geschiedenis bezocht door zeer veel prominente vertegenwoordigers uit de Duitse cultuur.
Alhoewel de kerk de Tweede Wereldoorlog vrijwel onbeschadigd overleefde, werd het kerkgebouw in 1968 volgens een besluit van het communistische stadsbestuur opgeblazen. Na die Wende volgde een lang debat over plannen om de kerk natuurgetrouw te reconstrueren, die echter op verzet van de universiteit en burgemeester Wolfgang Tiefensee stuitten en uiteindelijk niet werden uitgevoerd.

## Geschiedenis

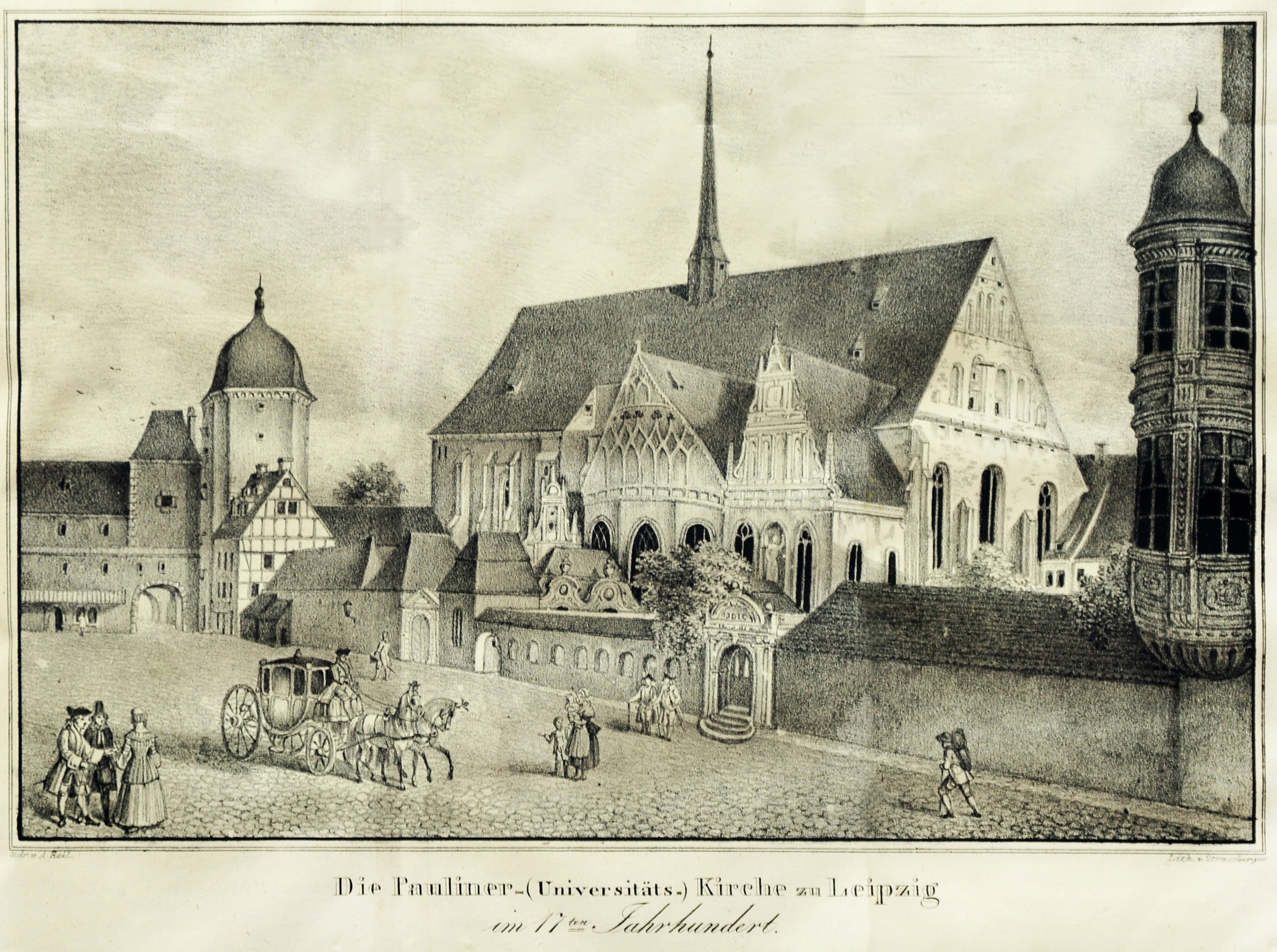
De kerk vanuit het noorden in de 17e eeuw volgens een litho uit de 19e eeuw

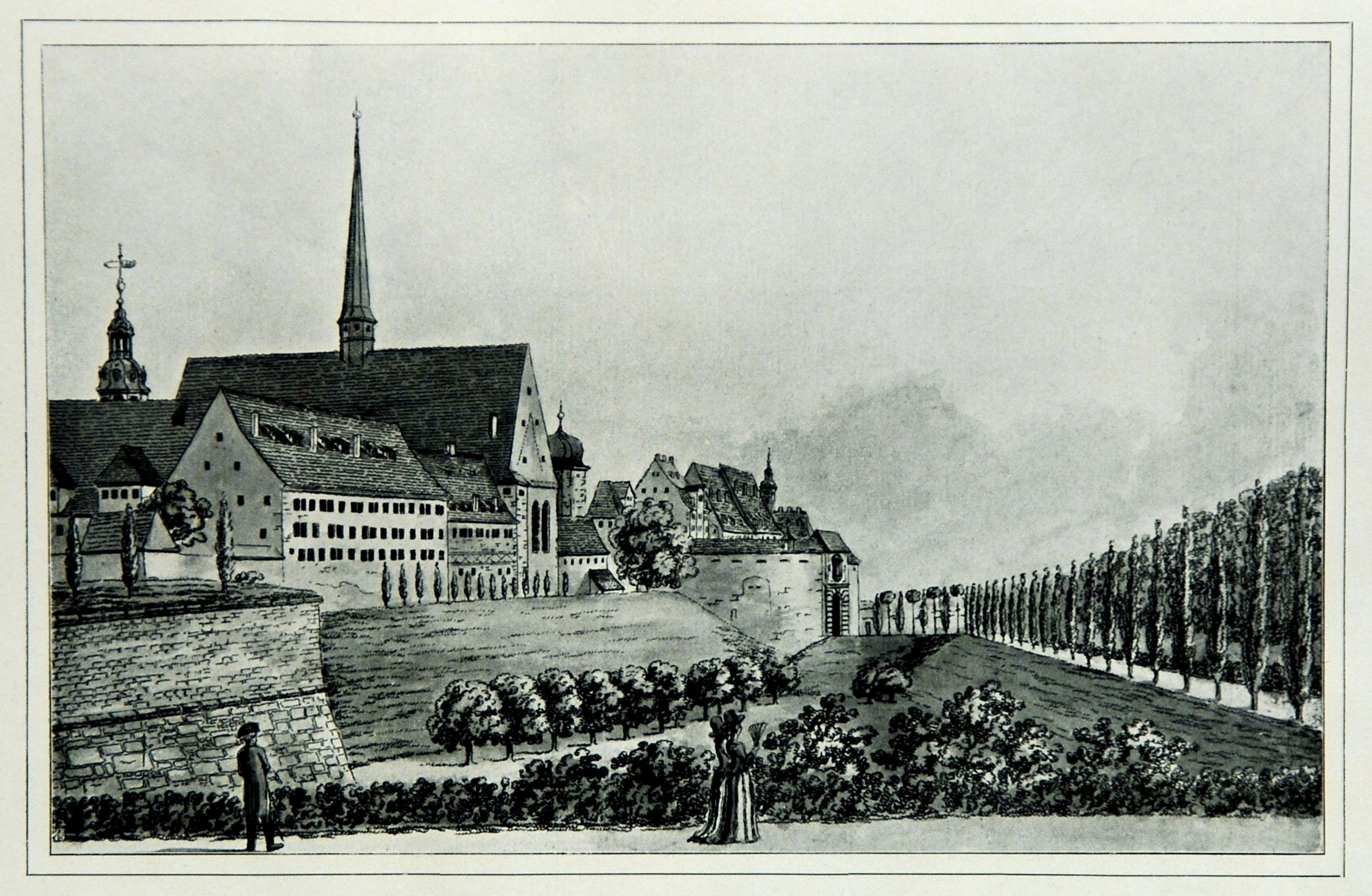
Universiteit en kerk en de omwalling, circa 1800

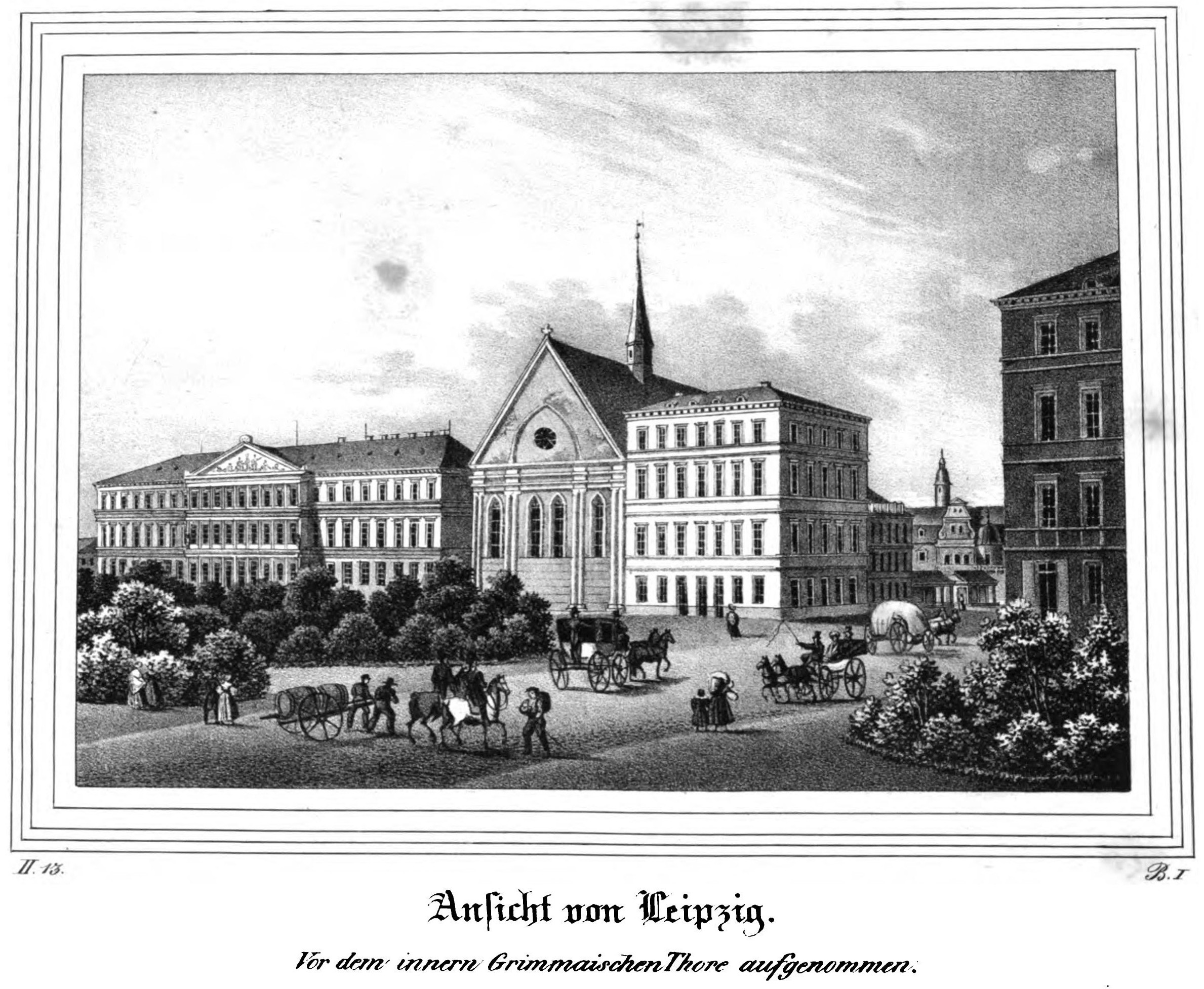
De kerk in de 19e eeuw voor de neogotische verbouwing

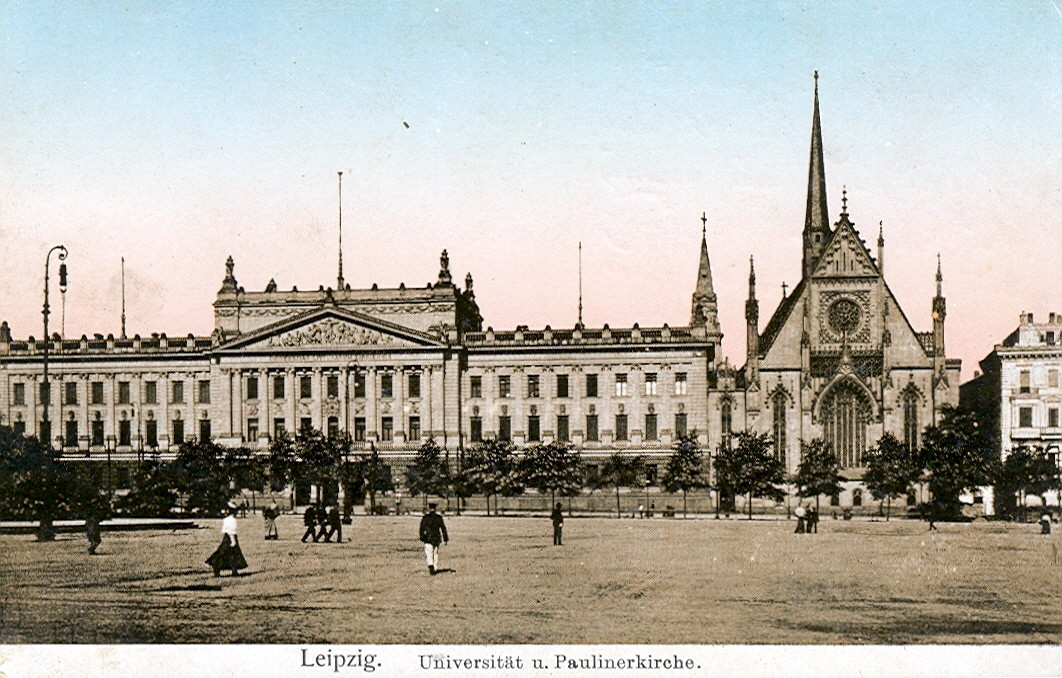
De universiteit en de intussen neogotische gevel van de kerk op een ansicht (begin 20e eeuw)

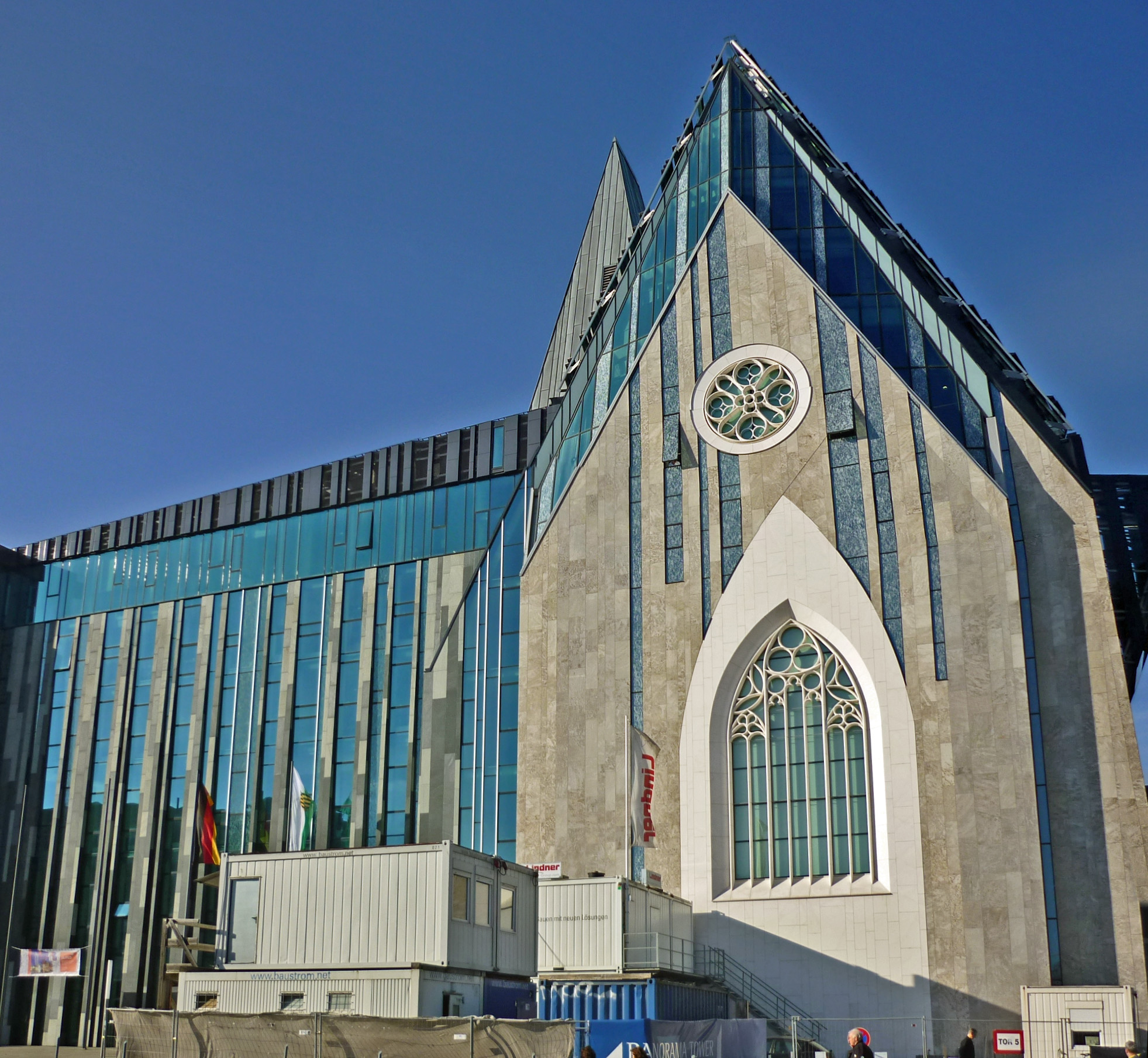
het Paulinum

#### Kloosterkerk
Nadat Dominicaanse monniken zich binnen de muren van de stad Leipzig vestigden, begon vanaf 1231 bij een van de stadspoorten de bouw van de kloosterkerk. De wijding van de kloosterkerk volgde in 1240. Kenmerkend voor de architectuur van de bedelorde in de 13e eeuw was een kloosterkerk met een eenschepig koor en drieschepig kerkschip.
Tot in de 18e eeuw vonden er meerdere verbouwingen aan het gebouwenensemble plaats in de stijl van de gotiek, renaissance en barok.

#### Universiteitskerk
Sinds de stichting van de Universiteit van Leipzig in het jaar 1409 is de geschiedenis van de kloosterkerk nauw met de universiteit verbonden. De kloosterkerk werd eeuwenlang een geliefde plaats voor vooraanstaande universiteitsmedewerkers om er te worden begraven. Getuigen hiervan waren de kunstzinnig uitgevoerde epitafen in de kerk.
Nadat de reformatie ook de stad Leipzig bereikte kwam het in 1539 tot de opheffing van het klooster. De gebouwen werden geseculariseerd en in 1543 aan de universiteit overgedragen.
In 1545 werd de voormalige kloosterkerk door Maarten Luther als protestantse universiteitskerk ingewijd. De kerk diende sindsdien voor erediensten en bij academische hoogtijdagen als aula. Johann Sebastian Bach testte in 1717 hier het nieuwe orgel, dat door de Saksische orgelbouwer Johann Scheibe toen net was ingebouwd.

#### 19e eeuw
In 1813 diende de kerk tijdens de volkerenslag bij Leipzig als gevangenis en lazaret. Na 1785 volgde de ontmanteling van de stadsversterkingen en de kerkgevel kwam nu aan een plein, het Augusstusplatz, te liggen. In de periode 1831-1836 werden de oude, vrijwel onveranderde, kloostergebouwen afgebroken en, naar een classicistisch ontwerp van Karl Friedrich Schinkel, vervangen door het zogenaamde Augusteum. De voorgevel van de kerk aan het Augustusplatz werd in 1836 aangepast. Met de verbouwing van het Augusteum in 1897 in neorenaissance stijl door Arwed Roßbach, werd de gevel van kerk wederom aangepast, ditmaal in neogotische stijl.
Het in verschillende stijl uitgevoerde maar harmoniërende gebouwencomplex van kerk en Augusteum bepaalde van 1836 tot de verwoesting het beeld van de westelijke zijde van het Augustusplatz.

#### DDR
De kerk ondervond bij de bombardementen op de stad op 4 december 1943 slechts lichte beschadigingen en werd in de naoorlogse tijd tot de verwoesting ook gebruikt door de katholieke proosdijgemeente. Na de oorlog doopte men het plein om in Karl Marx Platz en de universiteit werd de Karl Marx Universität. In mei 1968 bevestigde het politbureau van het centraal comité van de SED onder voorzitterschap van Walter Ulbricht na een jarenlange planning de nieuwbouwplannen aan het Karl Marx Platz en de afbraak van de Paulijnse Kerk. De universiteitsraad stemde in meerderheid in met de nieuwe plannen, met als enige tegenstem de predikant en het CDU-lid Hans Georg Rausch. Het verzet tegen afbraak was uiteraard het grootst binnen de Theologische Faculteit en de toenmalige student Nikolaus Krause werd hiervoor zelfs tot 22 maanden inhechtenisneming veroordeeld.
Het opblazen van de kerk volgde op donderdag 30 mei 1968 om 9:58 uur. Kleine protesten op verschillende locaties leidden nog tot meerdere arrestaties.
Op 20 juni 1968 ontrolde men als protest tegen de sloop voor het publiek van het III Internationalen Bachwettbewerbs in de Congreshal Leipzig een groot geel spandoek met daarop de contouren van de kerk, het jaar 1968 met erachter een kruis en de woorden Wir fordern Wiederaufbau (Wij eisen wederopbouw). Het protest betrof een initiatief van de jonge fysici Stefan Welzk, Harald Fritzsch, Dietrich Koch en Eckhard Koch en werd door Rudolf Treumann ontworpen. Het incident trok internationale aandacht en het onderzoek van de Stasi naar de daders duurde tot in de jaren 1970. Pas na de Wende werd het lot van Dietrich Koch bekend. Koch werd op aanwijzingen gearresteerd en was de enige die vanwege het protest werd veroordeeld.
Op de plaats van de gevel van de Paulijnse Kerk werd na de voltooiing van de nieuwbouw van de universiteit een groot bronzen reliëf geplaatst met de titel Aufbruch (Toekomst) en het hoofd van Karl Marx.

#### Het debat over herbouw na de Wende
Ter herinnering aan de verwoesting van de middeleeuwse kerk ontwierp de kunstenaar Axel Guhlmann in 1998 aan de muur van het hoofdgebouw van de universiteit een 34 meter hoge staalconstructie, die de contouren van de kerkgevel op ware grootte aangaf. In het kader van het aanstaande 600-jarig jubileum van de Universiteit van Leipzig in 2009 werden er voorstellen voor vernieuwing van de gebouwen uitgewerkt. Het universiteitsbestuur toonde zich voorstander van de nieuwbouw van een aula op de plaats van de voormalige kerk, terwijl de voorstanders van een natuurgetrouwe reconstructie van de kerk elkaar vonden in een burgerinitiatief.
Na een lange discussie kwam er een compromis van de deelstaatregering om vooralsnog de bouwplaats van de kerk vrij te laten en de universiteit te compenseren met vervangende bouwgrond. Het compromis werd evenwel afgewezen door rector Volker Bigl, alle prorectoren en burgemeester Wolfgang Tiefensee. Een tweede inschrijving voor een bouwontwerp werd in 2004 gewonnen door de Rotterdamse architect Erick van Egeraat, met een modern plan dat eveneens voorzag in een verwijzing naar de Pauluskerk. Het nieuwe universiteitsgebouw dat aan de kerk herinnert en de naam Paulinum draagt, verenigt onder één dak zowel het wetenschappelijk instituut, een aula als een kapelruimte.
Omstreden in het plan was de geplande scheiding tussen de aula en de universiteitskapel door een glazen wand. De kritiek richtte zich tegen de scheiding, die symbool zou kunnen staan van een valselijk veronderstelde scheiding van wetenschap en religie; anderen vreesden voor akoestische nadelen. Het was bovendien onduidelijk welke en hoeveel kunstschatten uit de voormalige universiteitskerk in de nieuwe kerk zouden kunnen worden overgenomen. Uiteindelijk volgde er een compromis met een variabele en transparante ruimteverdeler. Niet iedereen heeft zich echter in deze oplossing kunnen vinden.
Op 6 december 2009 vond in een overvolle nieuwbouw de eerste kerkdienst plaats. In 2010 werd op de hervormingsdag (31 oktober) een tweede eredienst gevierd. Deze keer werd het aan slechts 400 mensen toegestaan om de dienst bij te wonen, maar op de binnenhof verzamelden zich nog eens honderden biddende en zingende gelovigen. Een derde eredienst vond op 5 december 2010 plaats.